# Kallie Knoetze
Kallie Knoetze, alla nascita Nikolaas Jacobus Knoetze (Pretoria, 24 aprile 1953), è un ex pugile e attore sudafricano.

## Carriera

### Pugile
Knoetze è diventato professionista nel 1976 e ha iniziato la sua carriera con sei vittorie per KO consecutive. Nel suo settimo incontro fu squalificato contro Reinaldo Raul Gorosito, mentre nel suo ottavo match perse ai punti contro Gerrie Coetzee. Dalla fine del 1976 al 1979 ottenne 11 vittorie consecutive, battendo l'olimpionico statunitense Duane Bobick e l'inglese Richard Dunn, ex avversario di Muhammad Ali.
Nel 1979, dopo essere divenuto il numero 3 nel mondo, combatté un incontro per la cintura vacante WBA dei pesi massimi, ma perse all'ottavo round contro un altro olimpionico americano, John Tate. Knoetze non combatté mai più per un titolo importante. Prima di ritirarsi nel 1981 combatté altri sette incontri, vincendone quattro e perdendone tre. Si ritirò dopo aver perso per KO contro Robbie Williams.

### Attore
Nel 1982 divenne noto al pubblico italiano interpretando il ruolo di Rosco Dunn nel film Bomber con Bud Spencer e Jerry Calà. L'attribuzione del cognome Dunn potrebbe non essere stata casuale, ma ispirata al vecchio avversario di Knoetze.